# Gaston Modot
Gaston Modot (31 de diciembre de 1887 – 19 de febrero de 1970) fue un actor cinematográfico de nacionalidad francesa.

## Biografía
Nacido en París, Francia, e hijo de un arquitecto, Modot se interesó por la pintura y vivió en Montmartre en los inicios del siglo XX, donde conoció a Pablo Picasso y a Amedeo Modigliani, así como a escritores como Blaise Cendrars.
Gracias a su interés por la pintura, Modot creó decorados cinematográficos, lo cual le facilitó empezar a trabajar como actor. En 1909 inició su carrera artística trabajando con Léon Gaumont, y en los siguientes 20 años actuó en todo tipo de géneros en el cine mudo. En sus inicios se dedicó, sobre todo, al cine cómico, siendo dirigido por Jean Durand, y actuando en las series de películas de Onésime y Calino. Además, con Joë Hamman rodó en la La Camarga diversas producciones western.
Tras la Primera Guerra Mundial, Gaston Modot se interesó por el cine intelectual francés, formando parte de proyectos dirigidos por Louis Delluc, Germaine Dulac o Abel Gance. Así, en 1917 fue el actor principal en la película de Abel Gance Mater dolorosa, y participó en las películas vanguardistas de Dulac y Delluc La fête espagnole (1919) y Fièvre (1921). Con Max Linder actuó en el film de Abel Gance Au secours! (1924), y a finales de los años 1920 también participó en producciones germano francesas.
Uno de sus papeles de mayor fama fue el de Manns en la película de Luis Buñuel La edad de oro (1930). Su primera actuación en el cine sonoro llegó con la cinta de Rene Clair Bajo los techos de París (1930). Él y Jean Gabin trabajaron en la película de Julien Duvivier Pépé le Moko (1937). También participó en los clásicos de Jean Renoir La gran ilusión y La regla del juego, así como en el producción de tres horas Les Enfants du paradis (1945), de Marcel Carné.
Gaston Modot finalizó su carrera artística en 1962, tras actuar en varios centenares de producciones. Falleció en París, Francia, en 1970. Fue enterrado en el Cementerio des Batignolles, en París.

## Filmografía

### 1909
Cortos dirigidos por Jean Durand:
| - L'Enfant du chercheur d'or - Sur le sentier de la guerre | - Les Papas de Francine |

### 1910
Cortos dirigidos por Jean Durand, salvo mención contraria:
| - L'Attaque d'un train - À travers la plaine - Amitié de cow-boy - Un drame sur une locomotive - Bornéo Bill - Les Chasseurs de fourrures | - Le Fer à cheval - Reconnaissance d'indien - L'Amour du ranch - La Main coupée - Capture gênante |

### 1911
Cortos dirigidos por Jean Durand, salvo mención contraria:
| - Le Diamant volé - Dans les airs - Le Pari de Lord Robert - L'Homme qui ressemble au président - Le Baptême de Calino - Jim Crow, de Robert Péguy - Les Aventures d'un cow-boy à Paris - Vers l'immortalité - Le Rôle d'un œuf - Voisins gênants - Les Amoureux de la caissière - La Lettre chargée - Pendaison à Jefferson City - L'Opérateur tenace - La Cure d'Anatole - Calino cocher - La Conquête de Don Juan - Le Suicidé malgré lui - En Camargue - Le Truc d'Anatole - Le Voyage de l'oncle Jules - Calino devient enragé - Un monsieur qui a la tête trop lourde - Calino chasse à courre, de Roméo Bosetti - Calino architecte - Situation délicate d'un cambrioleur - Bébé pratique le jiu-jitsu, de Louis Feuillade - Qui perd gagne | - Le Chemineau Rinkeur - La Pommade aspirante - Mignonne - Va promener Azor - La Télémécanique - Le Frère de lait - Cyprien est neurasthénique - Calino polygame - Le Maillot à pointes d'acier - Calino médecin par amour - Calino fait l'omelette - Calino et ses pensionnaires - Non ! tu ne sortiras pas sans moi - L'Inoubliable Berceuse - Le Triomphe d'un lutteur - Carmen - Les Cheveux de l'aimée - Le Rembrandt de la rue Lepic - Le Dernier mot - Calino inspecteur du travail - Le Mariage de miss Maud - Faust et Marguerite - Le Mariage de l'apothicaire - La Nostalgie de la purée - Calino membre du jury - Calino veut être cow-boy - Zigoto et l'Affaire du collier - Zigoto roman d'aventure policière |

### 1912
Cortos dirigidos por Jean Durand, salvo mención contraria:
| - Calino s'endurcit la figure - Fauves et Bandits - La Prairie en feu - Ma tante fait de la peinture - Zigoto plombier d'occasion - Zigoto et l'affaire de la patte de bretelles et du bouton de culotte - Zigoto policier trouve une corde - Cent dollars mort ou vif - Onésime gentleman détective - Onésime a un duel à l'américaine - Zigoto à la fête - Onésime écrit un roman d'amour - Oxford contre Martigues - Onésime et l'éléphant détective - Sous la griffe - Dans la brousse, de Louis Feuillade - Onésime et le Nourrisson de la nourrice indigne - Onésime et le Physicien - La Course à l'amour - Le Cadeau d'Onésime - Le Cheval vertueux - Chauffeur par amour, de Louis Feuillade - Calino père nourricier - Calino gardien de prison - Main de fer contre la bande aux gants blancs, de Léonce Perret - Le Révolver matrimonial - Onésime est trop timide - Le Railway de la mort - La Calomnie punie - Calino dompteur par amour - Onésime aux enfers | - Calino courtier en paratonnerre - Calino chef de gare - Zigoto promène ses amis - Un bienfait n'est jamais perdu - Onésime horloger - Onésime et la grève des mineurs - Onésime contre Onésime - Zigoto gardien de grand magasin - La Fiancée du toréador - Onésime et la toilette de Mademoiselle Badinois - La Maison des lions - Onésime et l'étudiante - Onésime et le Chien bienfaisant - Calino épouse une féministe - Zigoto et le Château mystérieux - Zigoto et la Locomotive - Calino et les Brigands - Zigoto et le Petit Oiseau des îles - Zigoto et la blanchisseuse - L'Idylle d'Onésime - Zigoto a du cœur - Zigoto et le narcotique - Cœur ardent - Onésime, l'amour vous appelle - La Fausse Information - Zigoto et l'écuyère - Zigoto en pleine lune de miel - Zigoto fait du skating - Les Aventures d'un petit homme |

### 1913
Cortos dirigidos por Jean Durand, salvo mención contraria:
| - Onésime employé des postes - Calino veut se faire renvoyer - La Mort qui frôle - Onésime garçon costumier - La Marche des rois, de Louis Feuillade - Onésime débute au théâtre - Onésime se marie, Calino aussi - Onésime et les diamants du rajah - Calino sourcier - Onésime et le pas de l'ours - Onésime et le cœur du tzigane - Onésime et le beau voyage de noces - Onésime et la maison hantée - Onésime et l'œuvre d'art - Onésime et l'affaire du Tocquard-Palace - Onésime et Kiki - Onésime est myope - Onésime en bonne fortune - Onésime dresseur d'hommes et de chevaux - Onésime douanier - Onésime champion de boxe - Onésime et la panthère de Calino - Onésime aime trop sa belle-mère - Onésime aime les bêtes | - Le Noël d'Onésime - Le Mal d'Onésime - Le Collier vivant - La Disparition d'Onésime - Prédictions pour 1914 - Léonce cinématographe, de Léonce Perret - Calino souffleur - Calino prend le train du plaisir - Cent francs pour deux sous - Calino et son nouveau chien - Calino et les deux candidats - Calino et le petit restaurant très bien - Calino et la voyante - Onésime, tu l'épouseras quand même - Onésime et son collègue - Le Placier de demain - Onésime sur le sentier de la guerre - Les Papiers du mort - Une triste aventure d'Onésime - La Mort du milliardaire - Onésime et l'héritage de Calino - Onésime et la symphonie inachevée - Onésime se bat en duel |

### 1914
Filmes dirigidos por Jean Durand, salvo mención contraria:
| - Onésime en promenade - Le Jugement du fauve - L'Aventure de Monsieur Smith - La Mariquita, de Henri Fescourt - Onésime gardien du foyer - Onésime sourcier - Le Mariage du frotteur - Onésime marchand de moutons - Les Lions dans la nuit - Le Système du docteur Bitume - Onésime et son âne - Onésime et les titres - Onésime et le voisin gênant - Onésime et le policier - Les Somnambules, de Louis Feuillade - Onésime et le dromadaire | - Onésime et le drame de famille - Onésime et le clubman - Le jockey est en retard - Onésime et l'infirmière - L'Enfant et le Chien - L'Enfant et la Bouteille - Les Doigts qui étranglent - Onésime, si j'étais roi - Onésime fait des économies - La Pipe de Master Pouitte - Monsieur Pelche fait l'ouverture - Le Vœu d'Onésime - Onésime et le Lâche anonyme - Oscar, Calino et la Panthère - Onésime et le pélican - Onésime fait des crèpes |

### Periodo 1915-1919
| - 1915: Ceux de la terre, de Jean Durand - 1915: Les Poilus de la neuvième, de Georges Rémond - 1916: L'Épave, de Maurice Mariaud - 1916: La Danseuse voilée, de Maurice Mariaud - 1917: Ginette, de René Le Somptier - 1917: L'Âme de Pierre, de Charles Burguet - 1917: Mater Dolorosa, de Abel Gance - 1917: La Zone de la mort, de Abel Gance - 1917: Le Comte de Monte-Cristo, de Henri Pouctal - 1918: Onésime assassine, de Jean Durand - 1918: Onésime maître chez lui, de Jean Durand | - 1918: Elle, de Henri Vorins - 1918: L'Extraordinaire Aventure d'Onésime - 1918: Serpentin et son modèle, de Jean Durand - 1918: L'Inutile Précaution, de Ernest Bourbon - 1918: Numéro 1313, série 9, de Ernest Bourbon - 1918: Onésime et le billet de mille, de Ernest Bourbon - 1918: Impéria, de Jean Durand - 1919: La Sultane de l'amour, de René Le Somptier y Charles Burguet - 1919: La Fête espagnole, de Germaine Dulac - 1919: Un ours, de Charles Burguet |

### Periodo 1920-1929
| - 1920: Serpentin au harem, de Jean Durand - 1920: Serpentin cœur de lion, de Jean Durand - 1920: Serpentin le bonheur est chez toi, de Jean Durand - 1920: Serpentin manucure, de Jean Durand - 1920: Serpentin et les contrebandiers, de Jean Durand - 1920: Serpentin reporter, de Jean Durand - 1920: Le Chevalier de Gaby, de Charles Burguet - 1920: Marie la gaieté, de Jean Durand - 1921: Mathias Sandorf, de Henri Fescourt - 1921: La Terre du diable, de Luitz-Morat - 1921: Fièvre, de Louis Delluc - 1921: Marie chez les loups, de Jean Durand - 1922: Les Mystères de Paris, de Charles Burguet - 1922: La Bouquetière des innocents, de Jacques Robert - 1922: Marie la femme au singe, de Jean Durand - 1922: Marie chez les fauves, de Jean Durand - 1922: Le Sang d'Allah, de Luitz-Morat - 1922: Au-delà de la mort, de Benito Perojo - 1923: Cousin Pons, de Jacques Robert - 1923: Petit hôtel à louer, de Pierre Colombier - 1923: Néné, de Jacques de Baroncelli - 1923: La Mendiante de Sainte-Sulpice, de Charles Burguet - 1923: À l'horizon du sud, de Marco de Gastyne | - 1924: Au secours !, de Abel Gance - 1924: Le Miracle des loups, de Raymond Bernard - 1924: Âme d'artiste, de Germaine Dulac - 1925: Veille d'armes, de Jacques de Baroncelli - 1925: Naples au baiser de feu, de Serge Nadejdine - 1925: Les Élus de la mer, de Gaston Roudès y Marcel Dumont - 1926: La Châtelaine du Liban, de Marco de Gastyne - 1926: Carmen, de Jacques Feyder - 1926: Face aux loups, de Jean Durand - 1927: Mon cœur au ralenti, de Marco de Gastyne - 1927: La Merveilleuse Vie de Jeanne d'Arc, fille de Lorraine, de Marco de Gastyne - 1927: Le Chauffeur de mademoiselle, de Henri Chomette - 1927: Sous le ciel d'orient, de Fred LeRoy Granville y H.C. Grantham Hayes - 1928: Geheimnisse des Orients, de Alexandre Volkoff - 1928: Die stadt der tausend Freuden, de Carmine Gallone - 1929: Monte Cristo, de Henri Fescourt - 1929: Liberté enchantée, de Livio Pananelli - 1929: Phantome des Glücks, de Reinhold Schunzel - 1929: Das grüne Monokel, de Rudolf Meinert - 1929: Das Schiff der verlorene Menschen, de Maurice Tourneur - 1929: Erzieher meiner tochter, de Geza von Bolvary |

### Periodo 1930-1962
| - 1930: Conte cruel, de Gaston Modot - 1930: Der Erzieher meiner Tochter, de Géza von Bolváry - 1930: Freiheit in fesseln, de Carl Heinz Wolff - 1930: La edad de oro, de Luis Buñuel - 1930: Bajo los techos de París, de René Clair - 1931: Autour d'une enquête, de Robert Siodmak y Henri Chomette - 1931: L'Ensorcellement de Séville, de Benito Perojo - 1931: La ópera de los tres centavos, de Georg Wilhelm Pabst - 1931: Sous le casque de cuir, de Albert de Courville - 1932: Fantômas, de Paul Fejos - 1932: Coup de feu à l'aube, de Serge de Poligny - 1933: Crainquebille, de Jacques de Baroncelli - 1933: La Mille et deuxième nuit, de Alexandre Volkoff - 1932: Pan ! Pan !, de Georges Lacombe - 1933: Le Billet de mille, de Marc Didier - 1933: Colomba, de Jacques Séverac - 1933: Plein aux as, de Jacques Houssin - 1933: 14 Juillet, de René Clair - 1933: Quelqu'un a tué, de Jack Forrester - 1934: L'Auberge du petit dragon, de Jean de Limur - 1934: Crime d'amour, de Roger Capellani - 1934: Torture, de Roger Capellani - 1934: Les Chaînes, de Jury Ronny - 1935: La bandera, de Julien Duvivier - 1935: Le Clown Bux, de Jacques Natanson - 1935: Les Gaietés de la finance, de Jack Forrester - 1935: Lucrèce Borgia, de Abel Gance - 1935: Le Mystère Imberger, de Jacques Séverac - 1935: Taxi de minuit, de Albert Valentin - 1935: España leal en armas, de Luis Buñuel - 1936: Le Chemin de Rio, de Robert Siodmak - 1936: Les Réprouvés, de Jacques Séverac - 1937: Pépé le Moko, de Julien Duvivier - 1937: La grande illusion, de Jean Renoir - 1937: La Marseillaise, de Jean Renoir - 1937: La vie est à nous, de Jean Renoir - 1937: Salónica, nido de espías, de Georg Wilhelm Pabst - 1938: Le Temps des cerises, de Jean-Paul Le Chanois - 1938: Accord final, de I.R. Bay y Douglas Sirk - 1938: L'Enfant de troupe, de Georges Pallu y Adelqui Millar - 1938: Le Joueur d'échecs, de Jean Dréville - 1938: La Maison du Maltais, de Pierre Chenal - 1938: Le Récif de corail, de Maurice Gleize - 1939: La Fin du jour, de Julien Duvivier - 1939: La regla del juego, de Jean Renoir | - 1940: L'Irrésistible Rebelle, de Jean-Paul Le Chanois - 1941: Dernier Atout, de Jacques Becker - 1941: Montmartre-sur-Seine, de Georges Lacombe - 1941: Patrouille blanche, de Christian Chamborant - 1941: Nous les gosses, de Louis Daquin - 1942: À vos ordres, Madame, de Jean Boyer - 1942: Le Brigand gentilhomme, de Émile Couzinet - 1943: L'Homme de Londres, de Henri Decoin - 1944: Le Bossu, de Jean Delannoy - 1944: Les Enfants du paradis, de Marcel Carné - 1946: Antoine et Antoinette, de Jacques Becker - 1946: Dernier Refuge, de Marc Maurette - 1946: Leçon de conduite, de Gilles Grangier - 1946: Le silence est d'or, de René Clair - 1947: Le Cavalier de Croix Mort, de Lucien Ganier-Raymond - 1947: Éternel conflit, de Georges Lampin - 1947: Tournage de solidarité (documental anónimo) - 1948: L'Armoire volante, de Carlo Rim - 1948: L'École buissonnière, de Jean-Paul Le Chanois - 1948: Le Mystère de la chambre jaune, de Henri Aisner - 1948: Le Point du jour, de Louis Daquin - 1948: Kvarterets olycksfagel, de Per G.Holmgren - 1949: La Beauté du diable, de René Clair - 1949: La Belle que voilà, de Jean-Paul Le Chanois - 1949: Le Parfum de la dame en noir, de Louis Daquin - 1949: Rendez-vous de juillet, de Jacques Becker - 1951: Casque d'or, de Jacques Becker - 1951: Monsieur Octave,de Maurice Boutel - 1951: Victor, de Claude Heymann - 1952: La Môme vert-de-gris, de Bernard Borderie - 1952: Ce coquin d'Anatole, de Émile Couzinet - 1954: French Cancan, de Jean Renoir - 1954: Papa, maman, la bonne et moi, de Jean-Paul Le Chanois - 1955: Así es la aurora, de Luis Buñuel - 1955: Elena et les Hommes, de Jean Renoir - 1955: Rencontre à Paris, de Georges Lampin - 1956: Les Truands, de Carlo Rim - 1957: La Belle et le Tzigane, de Jean Dréville y Marton Keleti - 1958: Les Amants, de Louis Malle - 1958: Le Palais idéal, de Ado Kyrou - 1959: Le Testament du docteur Cordelier, de Jean Renoir - 1960: Le Château du passé, de Jean de Gastyne - 1961: Les Menteurs, de Edmond T. Gréville - 1962: Le Diable et les Dix Commandements, de Julien Duvivier |

## Televisión
| - 1955: L'Ombre du cardinal, de René Lucot - 1957: L'Affaire Fualdès, de Philippe Ducrest | - 1964: L'Amour médecin, de Monique Chapelle - 1966: La Quatre-vingt dix neuvième Minute, de François Gir |